# Dreizinnenhütte
De Dreizinnenhütte (Italiaans: Rifugio Antonio Locatelli) is een Italiaanse berghut in de gemeente Sexten (Sesto) in Bozen-Zuid-Tirol (Trentino-Zuid-Tirol), op 2405 meter hoogte. De berghut is de voornaamste aan de Drei Zinnen (Tre Cime di Lavaredo), een beroemde groep van drie steile bergtoppen.

## Geschiedenis en panorama
De berghut is erg beroemd doordat er een panorama op de noordwanden van de Tre Cime di Lavaredo is te zien. De locatie van de hut was tijdens de Eerste Wereldoorlog zeer strategisch. Andere beroemde bergen die dit voordeel deelden en waarop je vanuit de hut uitzicht hebt, zijn onder meer de Paternkofel en de Toblinger Knoten. Nabij de berghut ligt het meertje Bodenalm (Lago dei Piani).
De hut is genoemd naar de Italiaanse piloot, journalist en politicus Antonio Locatelli, die ook in Sexten woonde.

## Praktisch
Er zijn 210 slaapplaatsen, maar de hut is uitsluitend 's zomers open.

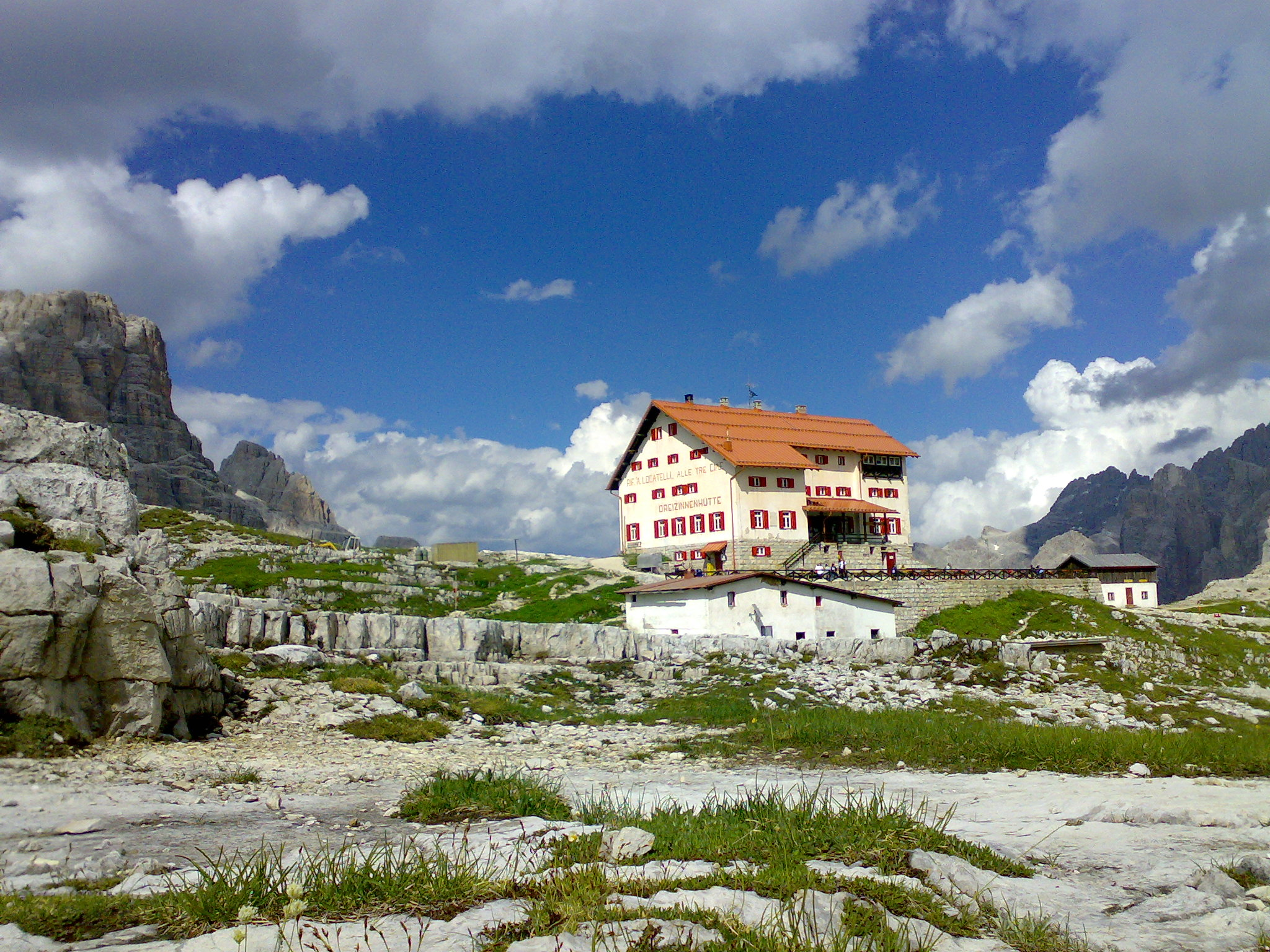
De Dreizinnenhütte/Rifugio Antonio Locatelli